# Owłosienie łonowe
Owłosienie łonowe – włosy porastające okolicę łonową (tj. mosznę u mężczyzn i wargi sromowe większe u kobiet). Pojawiają się w okresie dojrzewania i stanowią trzeciorzędowe cechy płciowe. U mężczyzn pojawia się zazwyczaj w wieku 11–12 lat, zaś w pełni wykształca się po ukończeniu 13. roku życia. U kobiet pojawia się najwcześniej w wieku 12 lat i rozwija się w pełni najpóźniej do 18. roku życia.